# 150 000 000
150 000 000 est un poème de Vladimir Maïakovski, écrit entre 1919 et 1920. Il décrit métaphoriquement la révolution d'Octobre 1917 en Russie s'étendant au monde entier, portée par des millions d'hommes.

## Histoire de l'édition
Le poème est imaginé et commencé par Maïakovski durant la première moitié de l'année 1919 et terminé au mois de mars 1920. Le poème est parfois repris sous d'autres titres : Vouloir des millions, Byline sur Ivan, Révolution épique.
Le 5 mars 1920, le poète lit des extraits de 150 000 000 à l'ouverture du club de la société des poètes à Moscou. Il sera lu entièrement par lui le 4 décembre 1920 à la maison des arts de Petrograd et le 12 décembre au musée polytechnique à Moscou.
Les premiers extraits écrits de la main du poète le sont dans son cahier personnel en 1919. Le texte dactylographié avec les corrections de l'auteur en 1920 a été conservé. Les premières publications ont été réalisées la même année dans la revue Le mot artistique et publiées par le département littéraire du commissariat du peuple. Une édition spéciale sans le nom de l'auteur est sortie en 1921 chez l'éditeur Giz.
La publication initiale est présentée sous forme de colonnes de mots mais, à l'occasion de la sortie d'une nouvelle édition en 1923, Maïakovski modifie cette présentation.

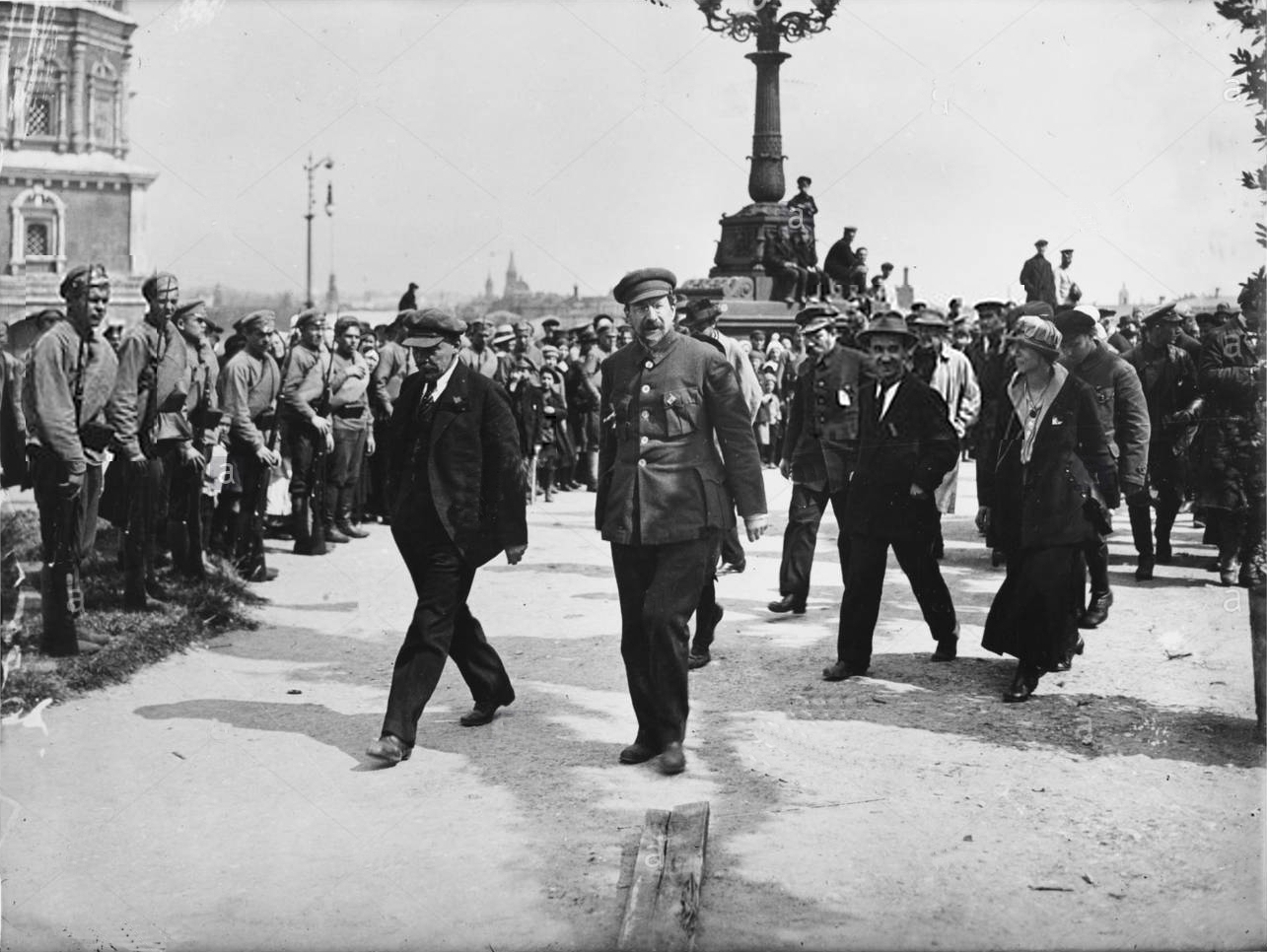
Lenine et Anatoli Lounatcharski inspectant la garde en 1920

## Critique
« 
Comment ne pas avoir honte de voter pour la publication de 5 000 exemplaires du poème de Maïakovski 150 000 000 ? C'est un non-sens, une sottise, une idiotie énorme et prétentieuse. Pour moi il ne faut en imprimer qu'une dizaine et pas plus de 1 500 pour les bibliothèques et les originaux. Du fouet ! Anatoli Lounatcharski, c'est cela qu'il faut pour le futurisme. »
— Lénine